# Aleurocanthus zizyphi
Aleurocanthus zizyphi es un hemíptero de la familia Aleyrodidae, con una subfamilia: Aleyrodinae. Fue descrita científicamente en 1934 por Priesner & Hosny.